# William Kerr (6. markiz Lothian)
William Kerr KT (ur. 4 października 1763, zm. 27 kwietnia 1824 w Londynie) – brytyjski arystokrata, syn Williama Kerra, 5. markiza Lothian, i Elizabeth Fortescue, córki Chichestera Fortescue.
W latach 1794–1796 był Wielkim Mistrzem Wielkiej Loży Szkocji. Po śmierci ojca w 1815 r. odziedziczył tytuł 6. markiza Lothian i zasiadł w Izbie Lordów. W 1820 r. został kawalerem Orderu Ostu. W 1821 r. został kreowany baronem Ker w parostwie Zjednoczonego Królestwa. Dzięki małżeństwu z Harriet Hobart powiększył dobra rodziny Kerr o Blickling Hall oraz ziemskie posiadłości w hrabstwie Norfolk. Wybudował również Walteroo Monument niedaleko Jedburgh w Szkocji.
14 kwietnia 1793 r. w Londynie poślubił lady Harriet Hobart (7 kwietnia 1762 – 14 lipca 1805), córkę Johna Hobarta, 2. hrabiego Buckinghamshire, i Mary Drury, córki generała-porucznika Thomasa Druryego. William i Harriet mieli razem trzech synów i jedną córkę:
- John William Robert Kerr (1 lutego 1794 – 14 listopada 1841), 7. markiz Lothian
- Schomberg Robert Kerr (15 sierpnia 1795 – 12 sierpnia 1825)
- Isabella Emily Caroline Kerr (1797 – 19 grudnia 1858)
- Henry Francis Charles Kerr (17 sierpnia 1800 – 7 marca 1882), ożenił się z Louisą Hope, miał dzieci

1 grudnia 1806 w Dalkeith poślubił lady Harriet Scott (1 grudnia 1780 – 18 kwietnia 1833), córkę Henry’ego Scotta, 3. księcia Buccleuch, i lady Elizabeth Montagu, córki 1. księcia Montagu. William i Harriet mieli razem trzech synów i pięć córek:
- Harriet Louise Anne Kerr (zm. 24 kwietnia 1884), żona Johna Hepburna-Forbesa, 8. baroneta, miała dzieci
- Frances Kerr (zm. 25 marca 1863), żona George’a Wade’a, nie miała dzieci
- Anne Katherine Kerr (zm. 6 grudnia 1829)
- Georgiana Augusta Kerr (zm. 12 lutego 1859), żona Granville’a Forbesa, nie miała dzieci
- Elizabeth Georgiana Kerr (25 września 1807 – 19 marca 1871), żona Charlesa Trefusisa, 19. barona Clinton, miała dzieci (m.in. 20. barona Clinton)
- Charles Lennox Kerr (1 lipca 1814 – 15 marca 1898), ożenił się z Charlotte Hanmer, miał dzieci, jego córka poślubiła 4. hrabiego Dunraven i Mount-Earl, jego wnukiem był 1. baron Teviot
- generał Mark Ralph George Kerr (15 grudnia 1817 – 17 maja 1900)
- admirał Frederick Herbert Kerr (ur. 30 września 1818), ożenił się z Emily Maitland, miał dzieci, jego wnuczka poślubiła 10. hrabiego Cavan